# Greg Norman
Gregory John Norman (sinh ngày 10 tháng 2 năm 1955) là một golf thủ chuyên nghiệp và doanh nhân người Úc, người đã có 331 tuần để xếp thứ nhất trên bảng xếp hạng Official World Golf Rankings trong những năm 1980 và 1990. Ông vô địch 91 giải đấu quốc tế, bao gồm 20 giải đấu PGA Tour và hai major: Open Championship 1986 và 1993. Norman cũng giành được 31 vị trí top 10 chung cuộc và 8 lần vào chung kết trong các giải major trong suốt sự nghiệp của mình. Ông được ghi danh vào Đại sảnh danh vọng golf thế giới vào năm 2001 với tỷ lệ số phiếu bầu cao nhất (80%) của bất kỳ một tay golf nào đến nay. Biệt danh của Norman là "'The Great White Shark'" (cá mập trắng vĩ đại, thường được rút ngắn chỉ là "'The Shark'"), được đặt sau giải Masters 1981.
Sau sự nghiệp golf (và trong suốt thời gian đó), Norman đã tham gia vào rất nhiều hoạt động từ thiện và nhân đạo. Ông hiện đang làm chủ tịch và giám đốc điều hành của Greg Norman Company, một tập đoàn toàn cầu với danh mục các công ty trong các lĩnh vực như may mặc, thiết kế nội thất, bất động sản, vốn cổ phần tư nhân, thiết kế sân gôn... Norman cũng đã quyên góp và thành lập nhiều tổ chức từ thiện và các sự kiện từ thiện như QBE Shootout có lợi cho quỹ CureSearch for Children's Cancer. Ông trở thành Trustee của Viện Môi trường về Golf năm 2004 và nhận được giải thưởng Bartlett Award của Hiệp hội Nhà văn Hoa Kỳ năm 2008 vì những nỗ lực từ thiện của ông.
Năm 2009 là một phần của lễ kỷ niệm Q150, Greg Norman đã được công bố là một trong những biểu tượng của Q150 Queensland vì vai trò của ông như là một "huyền thoại thể thao".

## Thời trẻ

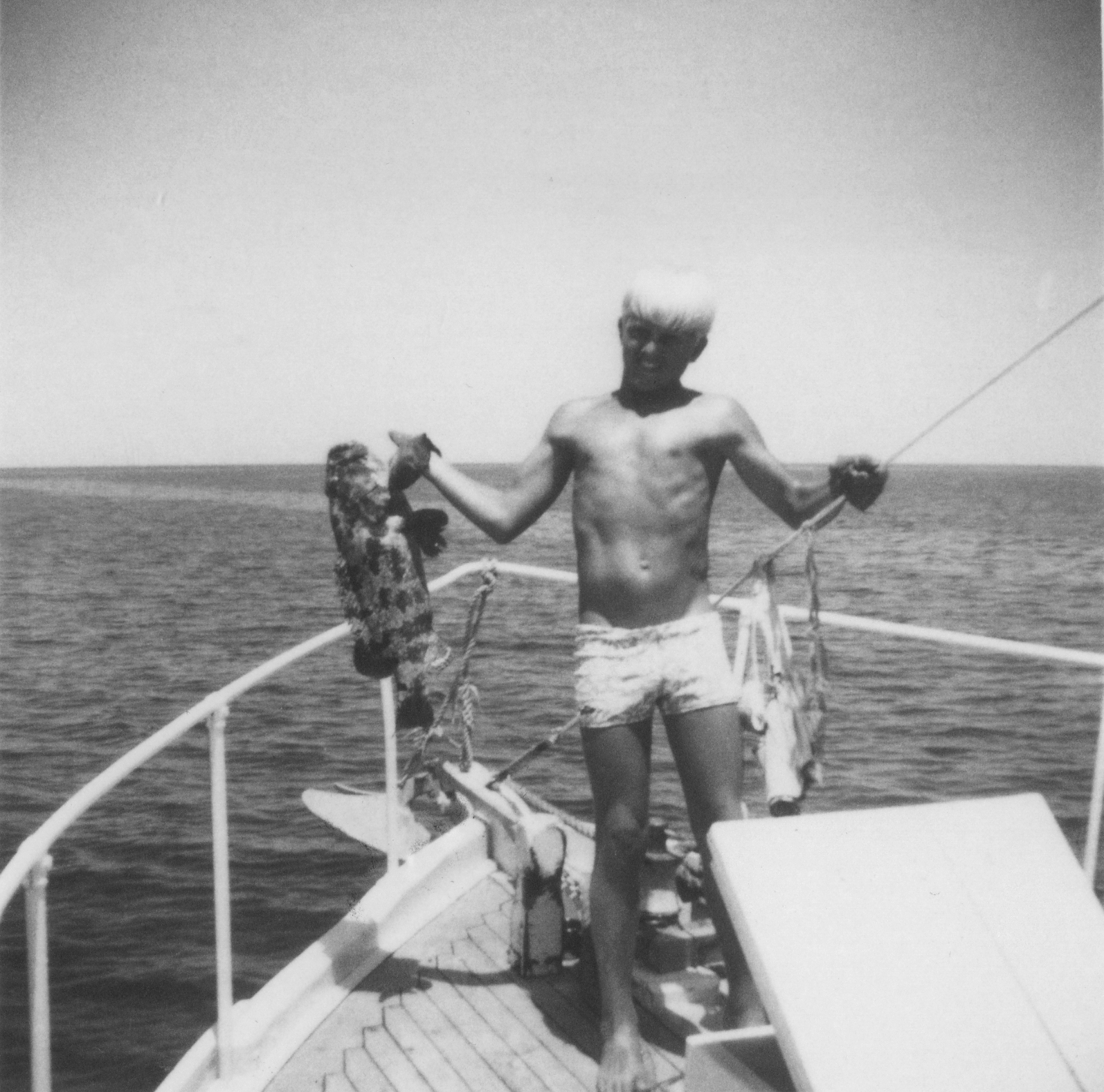
Norman năm 1969 ở Great Barrier Reef, Úc.

Norman sinh ở Mount Isa, Queensland, Úc trong gia đình của ông bà Merv và Toini Norman. Mẹ ông là con gái một người thợ mộc người Phần Lan, còn bố ông là kỹ sư điện. Lúc còn trẻ, cậu chơi rugby và cricket và mong muốn trở thành một vận động viên lướt sóng chuyên nghiệp. Mẹ của ông, một golf thủ handicap đơn, đã dạy cho Norman làm thế nào để chơi golf và cho phép cậu làm caddie cho bà ở Virginia Golf Club ở Brisbane. Trong khoảng mười tám tháng, Norman đã từ một handicap 27 thành một scratch handicap. Norman tham gia học tại Townsville Grammar School ở Townsville, Queensland (ghi danh vào năm 1964) sau đó chuyển sang Trường Trung học Aspley State ở phía bắc Brisbane.